# 希拉里·斯珀林
希拉里·斯珀林，CBE，FRSL（英語：Hilary Spurling，1940年12月25日—），英國作家，畢業於牛津大學薩默維爾學院，多年來曾於《觀察家報》、《每日電訊報》及《旁觀者》等大型傳媒擔任編輯。
2005年，她憑《大師馬蒂斯》一書，一本關於法國畫家亨利·馬蒂斯的自傳，先後獲得了惠特貝瑞圖書獎最佳傳記及年度大奬。